# Schutzmannschaft (Nationalsozialismus)

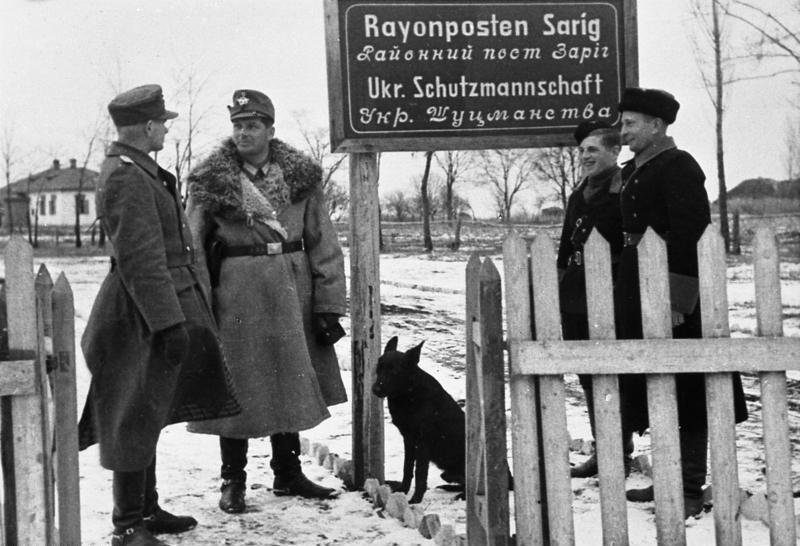
Deutsche Ordnungspolizei und ukrainische Schutzmannschaft, Dezember 1942

Als Schutzmannschaft (kurz: Schuma oder Schutzm.) wurden in der Zeit des Zweiten Weltkrieges Hilfspolizeieinheiten aus kollaborierenden Einheimischen in deutsch besetzten Gebieten Osteuropas bezeichnet. Der Unterschied zum ähnlichen Ordnungsdienst war, dass sie in Gebieten unter Zivilverwaltung aufgestellt wurden und in die Kommandostruktur der SS/Orpo eingebunden waren.
Bereits kurz nach dem deutschen Überfall auf die Sowjetunion am 22. Juni 1941 wurden von örtlichen Wehrmachtbefehlshabern lokale Ordnungsdienste aufgestellt, um die deutsche Herrschaft sicherzustellen. In den ehemals sowjetisch besetzten polnischen Gebieten sowie den ehemaligen baltischen Staaten erhielten diese Einheiten großen Zulauf.
Ende Juli 1941 wurden die Schutzmannschaften von Reichsführer SS Heinrich Himmler zu einem bedeutenden Instrument der deutschen Gewaltherrschaft in Osteuropa ausgebaut. Bis Ende 1942 erreichten die Schumas eine Stärke von etwa 300.000 Mann, die in Einheiten bis Bataillonsstärke organisiert waren, aber auch als Einzelposten Dienst taten.
Im Rahmen der „Endlösung der Judenfrage“ wurden die Schutzmannschaften bei der Ermordung der jüdischen Bevölkerung und zur Bewachung von Konzentrations- und Vernichtungslagern eingesetzt oder sie nahmen aktiv an der sogenannten Bandenbekämpfung teil.
Die Schutzmannschaft gliedert sich in die folgenden Bereiche:
- die Schutzmannschaft des Einzeldienstes aus einheimischen Polizeibeamten für Polizeiaufgaben in den Städten und auf dem Lande
- die Schutzmannschafts-Bataillone vor allem zur Partisanenbekämpfung
- die Feuerschutzmannschaft aus einheimischen Feuerwehrmännern
- die Hilfsschutzmannschaft bei besonderem Bedürfnis auf Anforderung der Wehrmacht (Arbeitskommandos, Gefangenenbewachung usw.)

## Uniformierung und Dienstgrade

### Uniformierung

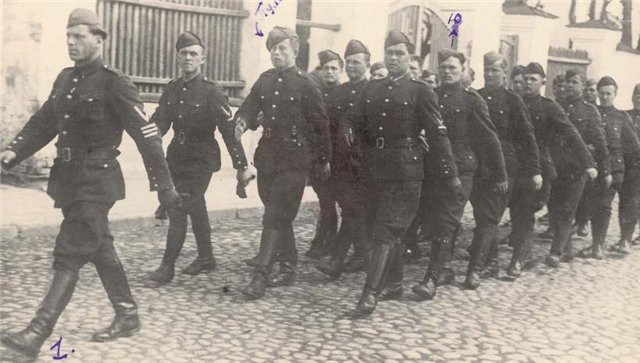
Ukrainisches Schuma-Battalion 115, 1942 in Kiew. Vorne ein Vizefeldwebel, dahinter zwei Vizekorporale als Flügelleute.

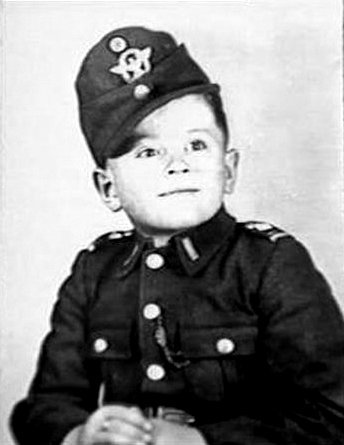
Die Kriegswaise Henryk Slotwiński war ein Maskottchen des Schuma-Bataillons 202 und trug ehrenhalber den Rang eines Unterkorporals. (Am Kragen die 1943 eingeführte Rangtresse.)

Anfangs trugen die Schuma Räuberzivil oder braune bzw. blaue Beuteuniformen der sowjetischen bzw. baltischen Streitkräfte und Polizei, von den alle Abzeichen entfernt worden waren. Kenntlich machte sie ein am linken Oberärmel getragenes grünes Band, mit dem Schriftzug Im Dienste der Deutschen Polizei oder Im Dienste der Sicherheitspolizei. Die Juden im Baltikum nannten sie deshalb „Bendeldiker“ (jiddisch: „einer mit einer Armbinde“).
Erst ab Juni 1942 erfolgte eine annähernd systematische Einkleidung der Schuma, mit ausrangierten schwarzen Uniformen der Allgemeinen SS. Davon wurden alle Abzeichen entfernt und stattdessen bunte Kragen, Taschenklappen und Ärmelaufschläge, in der Farbe des Dienstzweiges, angebracht: in Grün (Schutzpolizei), Orange (Gendarmerie) oder Rot (Feuerschutzmannschaften). Ukrainische Einheiten trugen häufig alternativ Hellblau als Abzeichenfarbe. In manchen Einheiten fehlten die farbigen Applikationen indes völlig oder teilweise.
Ab April 1943 wurden vor allem die geschlossenen Einheiten, seltener der Einzeldienst, neu eingekleidet. Die baltischen Schuma wurden in Estnische, Lettische bzw. Litauische Polizei umbenannt und erhielten bis zum Herbst die Uniformen und Abzeichen der deutschen Ordnungspolizei (Orpo). Die kasernierten Abteilungen der lettischen Einheiten trugen, statt der deutschen Kragenspiegel mit Kapellenlitze, dunkelrote Kragenspiegel mit den traditionellen Rangabzeichen der lettischen Armee. Hinzu kam bei allen baltischen Polizei-Einheiten ein Ärmelschild in den Nationalfarben, auf dem linken Ärmel.
Die ukrainischen und weißrussischen Schuma erhielten ebenfalls neue Uniformen, jedoch nach besonderem Muster. Bei den Abteilungen der Orpo war das Grundtuch grünmeliert, bei jenen der Sicherheitspolizei (Sipo) feldgrau. Auf dem linken Oberärmel prangte nun ein maschinengesticktes, hochovales Abzeichen, mit einem auf der Spitze stehenden Hakenkreuz, das von einem Lorbeerkranz umgeben war. Innenliegend befand sich, in lateinischen Großbuchstaben, die Umschrift TREU TAPFER GEHORSAM. Bei den Orpo-Schuma war das Abzeichen zunächst in der Dienstzweigfarbe gehalten, seit 1944 aber einheitlich silbergrau, wie schon durchgehend bei den Sipo-Schuma üblich. Bei den Führerdienstgraden war, über alle Dienstzweige hinweg, das Abzeichen stets aluminiumfarben. Gleichzeitig erhielten sämtliche Dienstgrade Schulterklappen aus Grundtuch, bei der Sipo aber aus schwarzem Tuch. Die Schulterklappen waren stumpfwinklig geschnitten, mit einem maschinengestickten Hakenkreuz und einer Einfassung der Seiten- und Oberkanten. Hakenkreuz und Einfassung waren bei Mannschaften und Unterführern in der Farbe des jeweiligen Dienstzweiges, bei der Sipo aber silbergrau und bei allen Führern aus Aluminiumgespinst.
Bei den ukrainischen und weißrussischen Schuma fand sich das Ärmelabzeichen in verkleinerter Form, doch ohne Umschrift, auch an der Kopfbedeckung wieder. Dort ersetzte es die noch zur alten Uniform getragenen Mützenkorkaden in den jeweiligen Nationalfarben. Üblich war eine Mütze in Bootsform („Schiffchen“), verbreitet waren daneben Schirmmütze, Baschlikmütze (zum Winterdienst) und, seit 1943, die Einheitsfeldmütze.
Der Leibriemen meist mit Doppeldorn-Schnalle, seltener mit Koppelschloss in Kastenform.

### Dienstgradabzeichen
Die Dienstgrade der Mannschaften und Unterführer reichten (seit 1943 nur noch bei den ukrainischen und weißrussischen Schuma) vom Schutzmann bis zum Kompaniefeldwebel, jene der Offiziere vom Zugführer bis zum Bataillonsführer, seit 1943/44 dann vom Leutnant bis zum Oberstleutnant (bei den baltischen Schuma bis Oberst). Im Juni 1942 erhielten die Führerdienstgrade silberfarbene Schulterstücke nach deutschem Muster. Diese bestanden bei den Kompanieoffizieren aus vier nebeneinander liegenden Plattschnüren, mit bis zu zwei Rangsternen. Der Bataillonsführer (Major) hatte geflochtene Schulterstücke, der Bataillonsführer (Oberstleutnant) zusätzlich einen Rangstern. 1943, mit Einführung der neuen Uniform, wurden die Schulterstücke durch die oben beschriebenen Achselklappen ersetzt. Den Rang zeigten jetzt beidseitig geführte, mit Aluminiumtresse eingefasste Kragenspiegel. Diese mit entweder mit leerem Feld (Zugführer/Leutnant) oder ein (Oberzugführer/Oberleutnant) bis zwei viereckigen Rangsternen (Kompanieführer/Hauptmann), bei Bataillonsführer (Major) im vorderen Feld nur ein Längsstreifen, beim Bataillonsführer (Oberstleutnant) hinter dem Längsstreifen ein Rangstern.
Zur schwarzen, 1942 eingeführten Uniform trugen Unterführer und Mannschaften auf dem linken Unterärmel bis zu vier Horizontalbalken aus aluminiumfarbener Tresse oder silbergrauer Borte. Ab dem Vizekorporal befand sich über den Balken ein auf der Spitze stehender Winkel von gleicher Machart. Mit Einführung der neuen Uniformen 1943 erhielten die Schuma schlichte Kragenpatten, bei den Orpo-Schuma in Dienstzweigfarbe, bei den Sipo-Schuma in Schwarz. Sie zeigten gleichzeitig den Dienstgrad an, die bisherigen Ärmelbalken und -winkel entfielen. Die Kragenabzeichen bestanden aus einem Längsstreifen und/oder bis zu drei Winkeln aus grauer Tresse oder Borte, die jeweils in der vorderen Pattenecke aufgenäht waren. Die Schenkel der Winkel verliefen parallel zur Vorder- bzw. Unterkante des Kragenspiegels.
| Dienstgrade der Mannschaften und Unterführer, 1942–45 |                                                                |                                                   |                                                                                         |
| Mannschaften                                          |                                                                |                                                   |                                                                                         |
| Dienstgrad                                            | entsprechender Rang in SS und Heer                             | Rangabzeichen auf dem linken Unterärmel (1942/43) | Rangabzeichen auf dem Kragenspiegel (ab 1943, nur ukrainische und weißrussische Schuma) |
| Schutzmann                                            | SS-Schütze/Schütze                                             | keine Rangabzeichen                               | kein Rangabzeichen                                                                      |
| Unterkorporal                                         | SS-Sturmmann oder SS-Rottenführer/Gefreiter oder Obergefreiter | 1 silbergrauer Horizontalstreifen                 | 1 silbergrauer Längsstreifen, patrallel zur Vorderkante des Kragenspiegels              |
| Unterführer                                           |                                                                |                                                   |                                                                                         |
| Vizekorporal                                          | SS-Unterscharführer/Unteroffizier                              | 1 Streifen, darüber 1 Winkel                      | 1 Winkel, die Schenkel parallel zur Vorder- bzw. Unterkante de Kragenspiegels           |
| Korporal                                              | SS-Scharführer/Unterfeldwebel                                  | 2 Streifen, 1 Winkel                              | 1 Streifen, dahinter 1 Winkel                                                           |
| Vizefeldwebel                                         | SS-Oberscharführer/Feldwebel                                   | 3 Streifen, 1 Winkel                              | 1 Streifen, dahinter 2 Winkel; alternativ nur 2 Winkel                                  |
| Kompaniefeldwebel                                     | SS-Hauptscharführer/Oberfeldwebel                              | 4 Streifen, 1 Winkel                              | 1 Streifen, dahinter 3 Winkel; alternativ nur 3 Winkel                                  |

In geschlossenen Einheiten besaßen die Kompaniefeldwebel die Dienststellung entsprechend einem Hauptfeldwebel der Wehrmacht bzw. einem Kompaniehauptwachtmeister (bis April 1941: Geschäftsführender Hauptwachtmeister) der Ordnungspolizei. Entsprechend führten sie oberhalb beider Ärmelaufschläge die typischen aluminiumfarbenen Doppeltressen („Kolbenringe“). Außerdem waren bei den baltischen Polizei-Bataillonen die Zugwachtmeister anhand einer einfachen Ärmeltresse kenntlich gemacht.